# Velocitats característiques

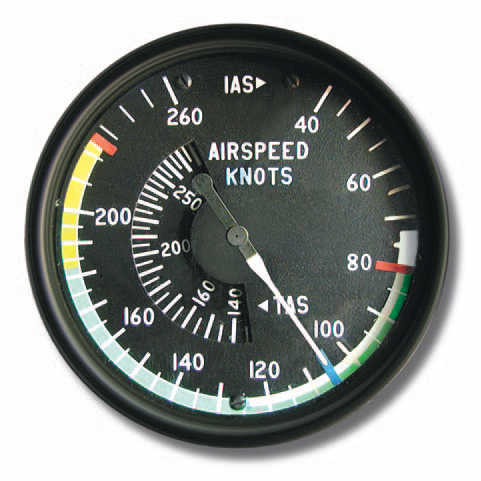
Indicador de velocitat aerodinàmica

Les velocitats característiques o velocitats V són velocitats que defineixen alguns comportaments i limitacions d'una aeronau. Són establertes pel fabricant durant el disseny i les proves, i són específiques per a cada model d'aeronau. Generalment, les velocitats característiques són relatives a l'aire pel qual l'aeronau es desplaça i, per tant, són velocitat del vent. En molts casos, són definides en referència a l'atmosfera estàndard internacional o altres condicions específiques, i/o al pes de l'aeronau a càrrega completa, i el pilot és responsable de calcular el valor efectiu basat en el pes i densitat de l'aire actual en les quals opera l'aeronau. En altres casos, la velocitat indicada, el valor no corregit segons les diferències de pressió atmosfèrica (altitud i temperatura), és útil directament per al pilot. En aviació general, les velocitats més usades i les més crítiques són representades per arcs i línies de color en el mateix anemòmetre.
Les velocitats característiques s'expressen en nusos (kn) o, en les aeronaus antigues, en milles per hora. En les aeronaus més ràpides, algunes velocitats també s'expressen en nombre de Mach.

## Codis
Normalment, les velocitats són definides per les autoritats aeronàutiques corresponents.
V1
Velocitat de decisió. És la velocitat màxima a la qual el pilot encara pot aturar l'aeronau i avortar l'enlairament sense sortir-se de la pista. És també la velocitat mínima que permet al pilot continuar de manera segura cap a V₂ encara que es produeixi una fallada crítica de motor (entre V1 i V₂).
Vat
Velocitat sobre el llindar de pista, igual a la velocitat de pèrdua per 1,3.
V₂
Velocitat segura d'enlairament; és un 20% superior a V1. Per a una velocitat V1 de 84 nusos, la V₂ seria de 100 nusos. És la velocitat que ha de poder-se assolir amb un motor inoperatiu per poder iniciar l'ascens inicial amb seguretat fins i tot amb un motor inoperatiu i amb marge suficient per superar possibles obstacles. Ha d'assolir-se quan l'aeronau està a 35 peus (uns 12 metres) per sobre de la pista (aquest paràmetre és típic, però varia segons la categoria de l'avió).
V₃
Velocitat de retracció dels flaps.
VA
Velocitat de maniobra (velocitat d'entrada en pèrdua a la força g màxima legal i, per tant, a la velocitat màxima a la qual canvis abruptes de l'actitud de l'aeronau pel pilot no faran que excedeixi els seus límits estructurals). La velocitat de maniobra està limitada per les característiques estructurals de l'aeronau. També es refereix a la velocitat màxima per a l'aplicació total del timó i els alerons.
VAp
Velocitat d'aproximació.
VC
Velocitat d'ascens efectiu. És la indicada pel fabricant de l'aeronau.
VCx
Velocitat de creuer.
VD
Velocitat de disseny en turbulències
VEF
Velocitat a la qual s'assumeix una fallada crítica de motor durant enlairament. Es fa servir per calcular laV 1.
VF
Velocitat amb flaps. Velocitat màxima a la qual pot operar l'aeronau amb els flaps desplegats en una posició determinada.
VFE
Velocitat màxima amb flaps totalment desplegats (pot especificar-se una velocitat diferent per a flaps parcialment desplegats).
VH
Velocitat en patró d'espera.
VLI
Velocitat màxima amb el tren d'aterratge desplegat. LaV LI sempre és més alta que laV EL.
. ;VEL
Velocitat màxima amb el tren d'aterratge en moviment, és a dir, mentre puja o baixa. LaV EL sempre és més baixa que laV LI.
. ;VLoF
Velocitat quan l'avió se suspèn en l'aire en aixecar-se del tren principal i es diu que l'avió ja està volant amb un angle d'ascens positiu i s'ha enlairat abans de la TORA (Take-off Run Available, 'cursa disponible per a l'enlairament').
VMC
Velocitat mínima de control amb el motor crític inoperatiu.
Vmca
Velocitat de mínim control en l'aire. La velocitat mínima a la qual la direcció de l'avió és controlable.
Vmcg
Velocitat mínima de control a terra. Quan falla un motor durant la cursa d'enlairament, es produeix un desequilibri en l'empenyiment dels motors que tendirà a treure a l'avió de la pista. Després de laV MCG, el timó de direcció és capaç de compensar el desequilibri, permetent que continuï l'enlairament.
VMBE
Velocitat màxima d'energia de frenat, tenint en compte la distància disponible per frenar.
VMo
Velocitat màxima operativa.
VMu
Velocitat mínima a la qual l'avió aixeca el tren d'aterratge davanter.
VNE
Velocitat a no excedir. És la velocitat màxima que suporta l'aeronau abans d'incórrer en la possibilitat de patir danys estructurals, habitualment per la deformació o fallada total de les ales o la cua. LaV NE està indicada amb color vermell en la majoria de indicadors de la velocitat aèria. Aquesta velocitat és específica per a cada aeronau i representa un punt crític.
VNO
Velocitat d'operació normal. És la velocitat de creuer estructural màxima (la velocitat màxima que s'utilitzarà en condicions turbulentes). VNO s'especifica com el límit superior de l'arc verd en molts indicadors de la velocitat aèria. Aquesta velocitat és específica al model de l'aeronau. L'interval després de la VNO apareix a l'indicador de velocitat aèria com un arc groc des de la VNO a la VNE.
VR
Velocitat de rotació. És la velocitat a partir de la qual l'avió comença a aixecar el morro i així augmentar l'angle d'atac.
VRef
Velocitat de referència per a l'aterratge.
VS
Velocitat d'entrada en pèrdua o velocitat mínima de vol estable a la qual l'aeronau encara és controlable en una configuració «neta».
VS0
Velocitat de'entrada en pèrdua o velocitat mínima de vol en configuració d'aterratge.
VS1
Velocitat d'entrada en pèrdua o velocitat mínima de vol estable a la qual l'aeronau encara és controlable en una configuració determinada. En general, aquesta entrada en pèrdua és causada per la sobrerotació de l'aeronau o per una configuració «bruta» en l'enlairament.
VSi
Velocitat inicial de pèrdua.
V SLG
Velocitat de perduda amb tren d'aterratge estès
VSota
Velocitat de pèrdua en configuració d'aproximació; en general la pèrdua és produïda per flaps majors a un angle major a 15 graus, rodes i/o spoiler a baix que disminueixen la velocitat a taxes elevades i, per tant, la sustentació.
VSR
Velocitat de pèrdua de referència.
VT
Velocitat en turbulència. És donada pel fabricant i és la velocitat a la qual l'aeronau pot passar de manera segura per zones de turbulència.
VTx
Velocitat de moviment a terra.
VX
Velocitat a la qual s'aconsegueix el millor angle d'ascens.
VI
Velocitat en la qual s'aconsegueix el millor règim d'ascens.
Vyse
Velocitat de millor règim d'ascens amb el motor crític inoperatiu en bimotors.